# Cephalobares globiceps
Cephalobares globiceps là một loài nhện trong họ Theridiidae.
Loài này thuộc chi Cephalobares. Cephalobares globiceps được Octavius Pickard-Cambridge miêu tả năm 1870.